# بيسون عتيق
البيسون العتيق أو كما يُسمى أحياناً البيسون القديم أو أنتيكس هو نوع قبل تاريخي من حيوانات البيسون التي تقطن اليوم قارة أمريكا الشمالية. هذا النوع هو من أقدم أسلاف البيسون الحديث المعروفة، وقد هاجر قبل آلاف السنين من أوراسيا إلى ألاسكا عبر جسر بيرنجيا الأرضي، وظل حياً حتى ما يُقارب 10,000 عام عندما انقرض أخيراً. عاشت هذه الحيوانات في قطعان مثل البيسون الحديث، وقد اصطادها أيضاً السكان الأصليون قبل التاريخيون لأمريكا بنفس الطريقة، حيث استدل على هذا من مواقع الصيد التي عُثرَ في بعضها على بقايا لحوالي 200 بيسون. لكن البيسون العتيق كان أضخم من البيسون الحديث، حيث كان حجمه أكبر من ذاك بالثلث على الأقل.
كان أول من اكتشف بقايا للبيسون العتيق هو المستكشف وليام كلارك عام 1807 ضمن العظام العديدة التي عَثرَ عليها في بركة الأسفلت القبل تاريخية. فضمن المجموعة الكبيرة التي وجدت من بقايا حيوانات ما قبل التاريخ، كانت توجد أجزاء من جمجمة وساق وشظايا فك لحيوان بدى أنه نوع من الماشية، ولم يُعرف نوع الحيوان بدقة أكبر حتى وصلت العينة إلى جوزيف ليدي عام 1852، فأقر بأنها نوع جديد من البيسون أطلق عليه اسم «البيسون العتيق».
ومنذ ذلك الوقت عُرفَ بهذا الاسم.

## العلاقات التطورية

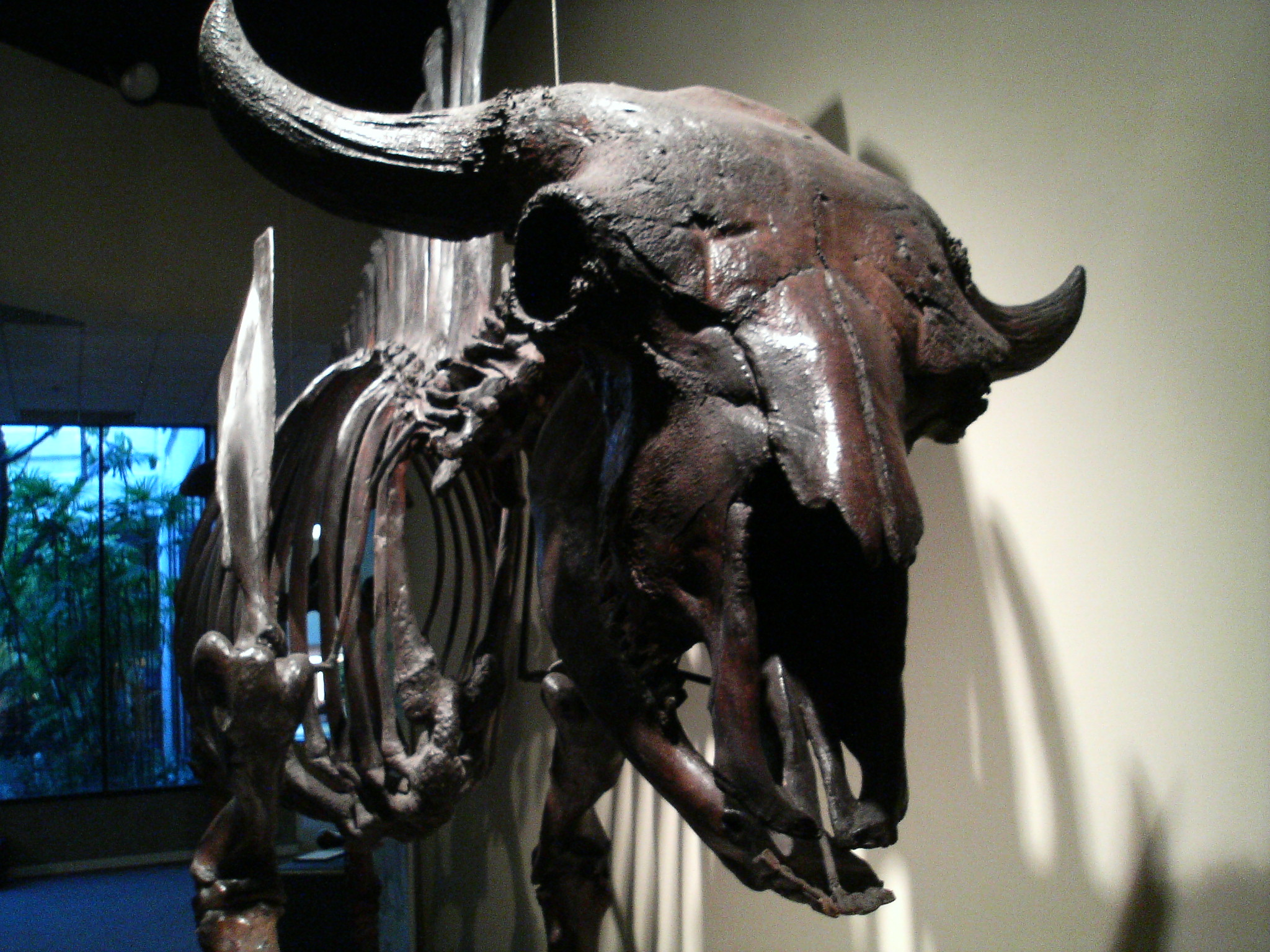
صورة لهيكل عظمي للبيسون العتيق.

يُعتقد حالياً أن نوع البيسون العتيق هو السلف المُباشر لتحت نوعي البيسون الأمريكيّ الحديثين: بيسون السهول (ب. بيسون بيسون) وبيسون الغابات (ب. بيسون أثاباسكاي)، ومن المُتحمل أن البيسون العتيق كان بدوره قد تطور من نوع «بيسون بريسكس». كان البيسون العتيق أكبر نوعاً ما من التحت نوعين الحديثين، لكن من المُحتمل أن حجمه كان قد انخفض خلال أوائل عصر الهولوسين، نتيجة لأسباب يَعزوها البعض إلى صيد هنود ما قبل التاريخ له. ظهرت أولى الثيران التي تنتمي إلى جنس البيسون في أوراسيا خلال عصر البليوسين قبل 2.5 مليون سنة، وأكثر أنواعه شيوعاً وانتشاراً في سجل الأحافير كان البيسون بريسكس الذي عاش على الأرض خلال الفترة التي تتراوح من 70,000 إلى 20,000 عام من الآن (فكثيراً ما رُسم في كهوف العصر الجليدي).

## السلوك والهجرة
حيوانات بيسون ما قبل التاريخ هي أكثر العواشب التي استخرجت من رسوبيات الأسفلت شيوعاً، وهي أسلاف مباشرة للبيسون الأمريكيّ الحديث. اكتشف علماء الإحاثة عبر تحليل أحافير بيسون ما قبل التاريخ أنه كان من الحيوانات المهاجرة بشكل مشابه لسليليه الحديثين، وقد اقترح هذا الأمر للمرة الأولى عندما توصل العلماء من دراسة أحافير بعض ثيران البيسون اليافعة في إحدى المناطق إلى أن أعمارها كلها تأتي بشكل متسلسل ضمن دورات محددة: من 2 إلى 4 سنوات ومن 14 إلى 16 سنة ومن 26 إلى 30 سنة وهلم جراً. وتشير هذه الدورات إلى أن ثيران البيسون لم تكن في تلك المنطقة إلا خلال أشهر قليلة من حياتها، وإذا كانت تولد ثيران البيسون القبل التاريخية في أوائل الربيع مثل الحديثة فهذا يَعني أنها كانت ترتحل إلى تلك المنطقة كل عام في أواخر الربيع.